# WANDERING
『WANDERING』（ワンダリング）は、日本の男性アイドルグループJO1の5枚目のシングル。2021年12月15日にLAPONEエンタテインメントより発売。

## 概要
2021年12月11日で結成2周年を迎えたJO1として初のダブルリードシングルである。
本作には「彷徨い立ち止まり、振り返ると感じる懐かしさ、おぼろげな記憶。これまで様々な困難と危機を乗り越えながらも歩んできたJO1のさらなる成長」というキーワードと「休んでもいい、立ち止まってもいい、ゆっくり前に進もう」というメッセージが込められている。
ダブル表題曲「僕らの季節」は白岩瑠姫がセンターを務め、「Prologue」はテレビ東京系アニメ「BORUTO-ボルト- NARUTO NEXT GENERATIONS」エンディングテーマに起用された。2曲に加え、2021年9月15日にデジタル配信された「Run&Go」をはじめとする全7曲を収録し、アニメ盤を含む全4形態で発売された。
バラードナンバーである「Never Ending Story」は、JO1初の有観客ライブ「2021 JO1 LIVE "OPEN THE DOOR"」にて初披露された。「We Alright」は、2021年12月5日にデジタル先行配信された。「Infinite City」は、2021年10月28日に韓国の男性アイドルグループTO1がCJ ENMが手掛けるCJライブシティのテーマソングとして韓国語詞で公開した楽曲で、JO1が同曲を日本語詞で歌唱した楽曲と考えられる。「OASIS」のレコーディングのみ、当時一時活動休止していた金城碧海は不参加となった。

## 収録曲

### 初回限定盤A
CD +DVD（特典映像：JO1 ～Find The Memory～)
1. 僕らの季節 (3:32)
作詞：YOSKE[11], Kim Mi Ryang(ALIVE KNOB), Kim Ji Hee(ALIVE KNOB), Baek Joo Yeun(ALIVE KNOB)
作曲：Minyoung Lee(EastWest)[12], YOSKE, Yeul(1by1)
編曲：Minyoung Lee(EastWest), Yeul(1by1)[13]
振付 : Team SAME
  - 東京ドームシティウィンターイルミネーション メインツリー演出楽曲[14]
2. Prologue (3:38)
作詞：Yohei[15], UTA
作曲：UTA
編曲：UTA
コーラス：Yohei
  - テレビ東京系アニメ「BORUTO-ボルト- NARUTO NEXT GENERATIONS」エンディングテーマ[6]
3. Never Ending Story (3:10)
作詞：Kako, LUKE(13), STAINBOYS
作曲：Kako, LUKE(13), Daily, Nmore(PRISMFILTER), Pop Time
編曲：Nmore(PRISMFILTER), Daily, Pop Time
4. Run&Go (3:09)
作詞：KZ, Nthonius
作曲：KZ, Nthonius
編曲：Nthonius
振付：Team SAME
  - ネスレ日本 「あなたの“推しキットカット”は？ 」CMテーマソング[16]

### 初回限定盤B
CD+PHOTO BOOK
1. 僕らの季節 (3:32)
2. Prologue (3:38)
3. Never Ending Story (3:10)
4. We Alright (3:17)
作詞：Jung Hohyun(e.one), UNOBUCKX, MINAMI
作曲：Jung Hohyun(e.one)
編曲：Jung Hohyun(e.one)
振付：Team SAME

### 通常盤
CD
1. 僕らの季節 (3:32)
2. Prologue (3:38)
3. OASIS (3:33）
作詞：Jinli(Full8loom), Mion Yano
作曲：Gloryface(Full8loom), Jinli(Full8loom), HARRY(Full8loom)
編曲：Gloryface(Full8loom), HARRY(Full8loom)
※歌唱メンバーは、一時活動休止している金城碧海を除く10名。
4. We Alright (3:17)

### アニメ盤
CD
1. Prologue (3:38)
2. 僕らの季節 (3:32)
3. OASIS (3:33）
4. Infinite City (4:12）
作詞：CHO YOON KYUNG, PARK ODAL, Kushitamine
作曲：Zaydro, STARBUCK, JUNE
編曲：Zaydro

## チャート成績
オリコンチャート
- オリコンデイリーシングルランキング（2021年12月14日、12月15日、12月16日、12月17日、12月18日、12月19日、12月20日付）で1位。推定売上枚数は434,772枚。デビューから5作連続で1位[19]。

| 日付             | 順位 | 推定売上枚数 | 出典   |
| ---------------- | ---- | ------------ | ------ |
| 2021年12月14日付 | 1位  | 298,106枚    | [ 20 ] |
| 2021年12月15日付 | 1位  | 76,845枚     | [ 21 ] |
| 2021年12月16日付 | 1位  | 15,273枚     | [ 22 ] |
| 2021年12月17日付 | 1位  | 11,275枚     | [ 23 ] |
| 2021年12月18日付 | 1位  | 15,016枚     | [ 24 ] |
| 2021年12月19日付 | 1位  | 15,182枚     | [ 25 ] |
| 2021年12月20日付 | 1位  | 3,075枚      | [ 26 ] |

- オリコン週間シングルランキング（12月27日付[注 2]）で1位[27]。初週推定売上枚数は431,697枚。

| 日付             | 順位 | 推定売上枚数 | 出典   |
| ---------------- | ---- | ------------ | ------ |
| 2021年12月14日付 | 1位  | 431,697枚    | [ 28 ] |
| 2022年1月3日付   | 10位 | 8,280枚      | [ 29 ] |

- オリコン合算シングルランキング（12月27日付[注 2]）で1位[30]。

Billboard JAPAN
- Billboard JAPAN週間シングル・セールス・チャート（2021年12月22日付）で1位。初週売上枚数は516,603枚[31]。先ヨミ集計分（12月13日～12月15日）では434,382枚[32]。週後半で8.2万枚を売り上げ、初のハーフミリオンを突破した。デビュー作『PROTOSTAR』（344,299枚）から前作『STRANGER』（368,948枚）までの過去4シングルの初週セールスを上回り、大幅に更新した。
- Billboard JAPAN 総合ソング・チャート「JAPAN HOT 100」（2021年12月22日付）で「僕らの季節」が1位となった[33]。ダウンロード数は12,405DL。ストリーミング数は5,888,695再生。シングルとTwitterで1位となり2冠を獲得。他指標では、ルックアップ2位、ダウンロード4位、ストリーミング9位、動画再生32位、ラジオ65位となった。

タワーレコード
- J-POPシングル ウィークリーTOP30（2021年12月20日付）で1位[34]。

## ミュージックビデオ
僕らの季節
2021年11月24日公開。MV監督は加藤ヒデジン。再生回数は581万回。
MV公約一覧
- 300万回達成 - 『Run&Go』 DANCE PERFORMANCE VIDEO（2021年12月20日公開）

- 600万回達成 - JO1 WINTER CAMP

- 1000万回達成 - SPECIAL VIDEO